# Du Chevalier qui fist les cons parler
Du Chevalier qui fist les cons parler est un fabliau français du XIVe siècle dans lequel un pauvre chevalier accompagné de son écuyer se voit accorder trois dons, notamment de faire parler le vagin ou l'anus. Composé en vers octosyllabiques à rimes plates, il compte 602 vers dans le ms. E, 609 dans C, 615 dans B, 617 dans D, 750 dans I; 292 dans M.
Denis Diderot s'en est inspiré pour son roman Les Bijoux indiscrets.

## Sources
Ce fabliau se trouve dans sept manuscrits, six français et un en anglo-normand, le Ms Harley 2253
- A. Paris, Bibliothèque nationale de France, français, 837, f. 148va-149vb
- B. Bern, Burgerbibliothek, 354, f. 169ra-174rb
- C. Berlin, Staatsbibliothek und Preussischer Kulturbesitz, Hamilton 257, f. 7vb-10vb
- D. Paris, Bibliothèque nationale de France, français, 19152, f. 58ra-60rc
- E. Paris, Bibliothèque nationale de France, français, 1593, f. 211rb-215ra | ccviii-ccxii | 208rb-212ra
- I. Paris, Bibliothèque nationale de France, français, 25545, f. 77va-82vb
- M. London, British Library, Harley, 2253, f. 122vb-124va

L'auteur du fabliau, simplement désigné par « Garin » (ou Guérin), un nom très commun, est impossible à identifier précisément.
Les Ms ABCDE constituent une même version.
Le Ms I diffère des Ms ABCDE dans la description de l'arrivée du chevalier au château, à laquelle il consacre 50 lignes, ainsi que dans la description du banquet et de la demoiselle, Blancheflor.
Le Ms M, par contre, élimine toutes les allusions courtoises, peut-être parce qu'il avait été reproduit de mémoire pour un public anglais.
Joseph Bédier a modifié le titre de ce fabliau en Du Chevalier qui fist parler les dames.